# Cosmoquímica

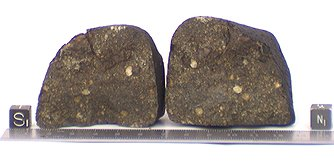
En cosmoquímica sovint s'estudien els meteorits.

La cosmoquímica o cosmologia química és l'estudi de la composició química de la matèria a l'univers i els processos que conduïren a aquestes composicions. Això es fa principalment a través de l'estudi de la composició química dels meteorits i d'altres exemples físics. Tenint en compte que les parts dels asteroides dels meteorits van ser alguns dels primers materials sòlids en condensar-se a partir de la primerenca nebulosa solar, els cosmoquímics estan generalment, però no únicament, preocupats amb els objectes del sistema solar.

## Història
El 1938, el mineralogista suís Victor Goldschmidt i els seus col·legues van compilar una llista que ells en deien "abundàncies còsmiques" basada en les seves anàlisis de diversos exemples terrestres o de meteorits. Goldscmid va justificar la inserció de dades de la composició dels meteorits a la taula a l'afirmar que les roques terrestres van ser sotmeses a una gran quantitat de canvis químics degut als processo inherents de la Terra i la seva atmosfera. Això volia dir que només estudiant roques terrestres no produiria un esquema total i acurat de la composició química del cosmos. Per tant, Goldschmidt va concluir que el material extraterrestre ha de ser sempre inclòs per produir més dades acurades i sòlides. Aquesta recerca és considerada la fundadora de la cosmoquímica moderna.
Durant els anys 50 i 69, la cosmoquímica va ser més acceptada com una ciència. Harold Urey, considerat un dels pares de la cosmoquímica, es va comprometre a la recerca que finalment va portar a entendre l'origen dels elements i l'abundància química a les estrelles. El 1956, Urey i el seu company, el científic alemany Hans Suess, van publicar la primera taula d'abundàncies còsmiques per incloure isòtops basada en l'anàlisi de meteorits.
La millora contínua dels instruments analítics durant els anys 60, especialment l'espectròmetre de masses, va permetre als cosmoquímics elaborar detallats anàlisis de les abundàncies isotòpiques dels elements en els meteorits. El 1960, John Reynolds va determinar, amb l'anàlisi dels núclids de vida curta dels meteorits, que els elements del sistema solar es van formar abans que el sistema solar el qual va començar a establir una línia de temps dels processos del sistema solar primitiu.
L'octubre del 2011, els científics van informar que la pols còsmica conté matèria orgànica complexa que podria haver estat creada naturalment i ràpidament per les estrelles.

## Meteorits
Els meteorits són una de les eines més importants que els cosmoquímics tenen per estudiar la naturalesa química del sistema solar. Molts meteorits estan formats de material que és més vell que el sistema solar, i això proporciona una mostra de la nebulosa solar primitiva. Les condrites són especialment primitieves; això vol dir que han retingut moltes de les seves propietats químiques des de la seva formació fa 4,56 bilions, i a més a més una major atenció a les investigacions cosmoquímiques.
Els últims descobriments de la NASA, basats en l'estudi de meteorits trobats a la Terra, diuen que els components de l'ADN i l'ARN (adenina, guanina i altres molècules orgàniques) construint blocs per la vida tal com la coneixem, poden haver estat formades a l'espai exterior.